# تل باجر
تل باجر قرية في منطقة جبل سمعان في محافظة حلب في سوريا. تقع جنوب مدينة حلب.